# Povilas Jegorovas
Povilas Jegorovas (11 mars 1955 - ), plus connu en espéranto sous le nom de Paŭlo Jegorovas, est un avocat et espérantiste lituanien.

## Biographie
Povilas Jegorovas nait le 11 mars 1955 à Jauniškiai (lt), en Lituanie, de Kazys Kunigélis et Marija Jegorova.